# 梅爾希湖
46°46′21″N 8°16′21″E / 46.77250°N 8.27250°E

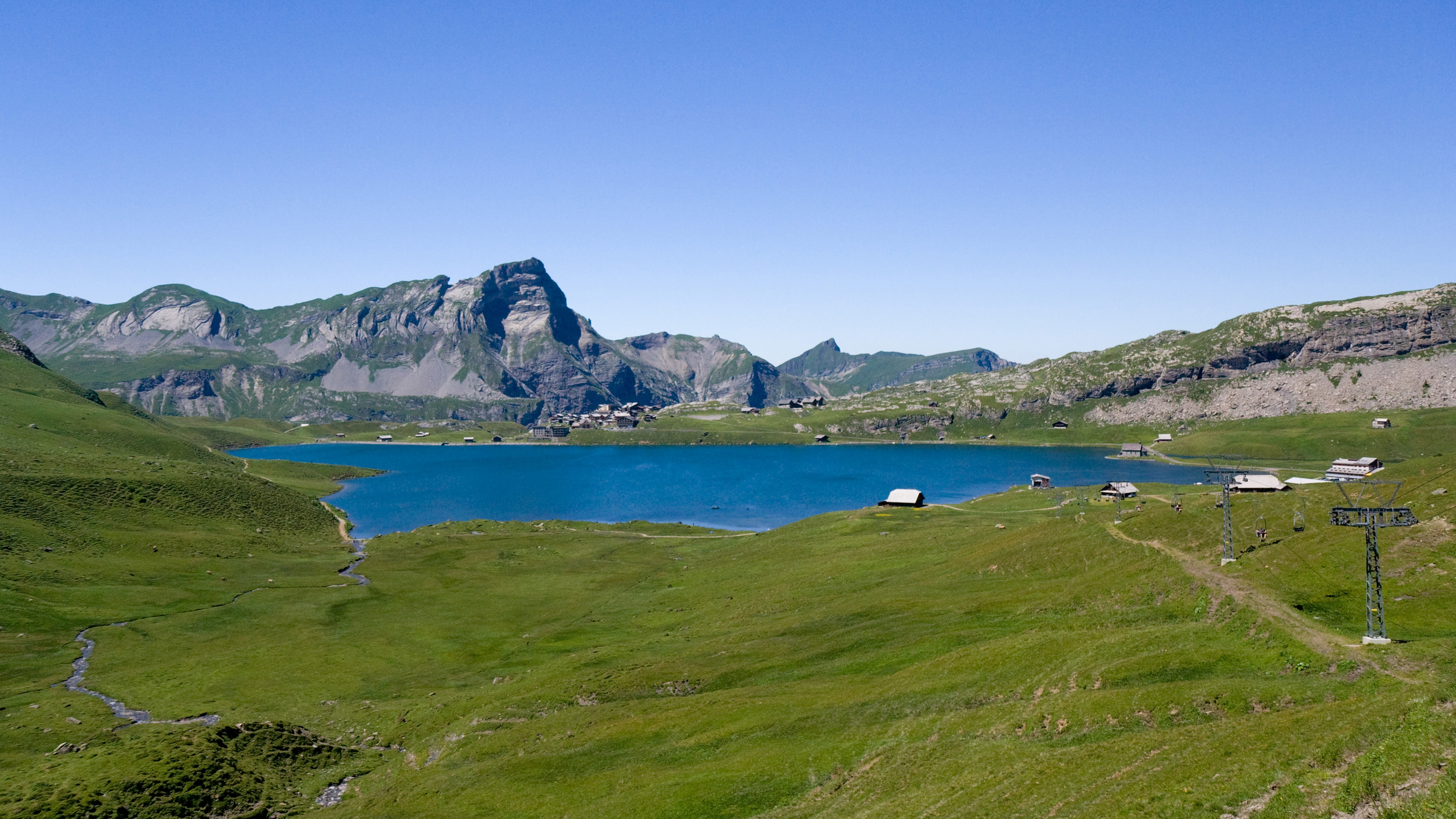

梅爾希湖（Melchsee），是瑞士的湖泊，位於該國中部，由上瓦爾登州負責管轄，處於阿爾卑斯山脈地區，面積0.5平方公里，海拔高度1,891米，最大水深18米。